# Gary Grant
Gary Darnell Grant (Canton, 21 aprile 1965) è un ex cestista e allenatore di pallacanestro statunitense, professionista nella NBA e in Grecia, conosciuto anche con il soprannome di "The General".

## Carriera
È stato selezionato dai Seattle SuperSonics al primo giro del Draft NBA 1988 (15ª scelta assoluta).

## Statistiche

### College
| Anno      | Squadra             | PG  | PT  | MP   | TC%  | 3P%  | TL%  | RP  | AP  | PRP | SP  | PP   |
| --------- | ------------------- | --- | --- | ---- | ---- | ---- | ---- | --- | --- | --- | --- | ---- |
| 1984-1985 | Michigan Wolverines | 30  | 29  | 31,7 | 55,0 | -    | 81,7 | 2,5 | 4,7 | 1,7 | 0,1 | 12,9 |
| 1985-1986 | Michigan Wolverines | 33  | 33  | 30,8 | 49,4 | -    | 74,4 | 3,2 | 5,6 | 2,5 | 0,3 | 12,2 |
| 1986-1987 | Michigan Wolverines | 32  | 32  | 34,0 | 53,7 | 48,5 | 78,2 | 5,0 | 5,4 | 2,7 | 0,3 | 22,4 |
| 1987-1988 | Michigan Wolverines | 34  | 34  | 35,0 | 53,0 | 44,4 | 80,8 | 3,4 | 6,9 | 2,4 | 0,1 | 21,1 |
| Carriera  | Carriera            | 129 | 128 | 32,9 | 52,8 | 46,1 | 79,0 | 3,5 | 5,7 | 2,3 | 0,2 | 17,2 |

### NBA

#### Regular season
| Anno      | Squadra             | PG  | PT  | MP   | TC%  | 3P%  | TL%  | RP  | AP   | PRP | SP  | PP   |
| --------- | ------------------- | --- | --- | ---- | ---- | ---- | ---- | --- | ---- | --- | --- | ---- |
| 1988-1989 | L.A. Clippers       | 71  | 48  | 27,1 | 43,5 | 22,7 | 73,5 | 3,4 | 7,1  | 2,0 | 0,1 | 11,9 |
| 1989-1990 | L.A. Clippers       | 44  | 44  | 34,8 | 46,6 | 23,8 | 77,9 | 4,4 | 10,0 | 2,5 | 0,1 | 13,1 |
| 1990-1991 | L.A. Clippers       | 68  | 65  | 31,0 | 45,1 | 23,1 | 68,9 | 3,1 | 8,6  | 1,5 | 0,2 | 8,7  |
| 1991-1992 | L.A. Clippers       | 78  | 53  | 26,3 | 46,2 | 29,4 | 81,5 | 2,4 | 6,9  | 1,8 | 0,2 | 7,8  |
| 1992-1993 | L.A. Clippers       | 74  | 8   | 21,9 | 44,1 | 26,2 | 74,3 | 1,9 | 4,8  | 1,4 | 0,1 | 6,6  |
| 1993-1994 | L.A. Clippers       | 78  | 8   | 19,7 | 44,9 | 27,4 | 85,5 | 1,8 | 3,7  | 1,5 | 0,2 | 7,5  |
| 1994-1995 | L.A. Clippers       | 33  | 2   | 14,2 | 47,0 | 25,0 | 81,8 | 1,1 | 2,8  | 0,9 | 0,1 | 6,2  |
| 1995-1996 | N.Y. Knicks         | 47  | 1   | 12,7 | 48,6 | 33,3 | 82,8 | 1,1 | 1,5  | 0,8 | 0,1 | 4,9  |
| 1996-1997 | Miami Heat          | 28  | 0   | 13,0 | 35,5 | 30,4 | 81,8 | 1,4 | 1,6  | 0,6 | 0,0 | 3,9  |
| 1997-1998 | Portland T. Blazers | 22  | 2   | 16,3 | 46,2 | 36,8 | 85,7 | 2,2 | 3,8  | 0,8 | 0,1 | 4,8  |
| 1998-1999 | Portland T. Blazers | 2   | 0   | 3,5  | 0,0  | -    | -    | 0,0 | 1,5  | 0,5 | 0,0 | 0,0  |
| 1999-2000 | Portland T. Blazers | 3   | 0   | 8,0  | 42,9 | -    | -    | 1,0 | 0,3  | 0,3 | 0,0 | 4,0  |
| 2000-2001 | Portland T. Blazers | 4   | 0   | 4,3  | 71,4 | -    | -    | 0,0 | 0,3  | 0,0 | 0,0 | 2,5  |
| Carriera  | Carriera            | 552 | 231 | 22,8 | 45,0 | 27,8 | 77,6 | 2,3 | 5,5  | 1,5 | 0,1 | 7,9  |

#### Play-off
| Anno     | Squadra             | PG | PT | MP   | TC%  | 3P%  | TL%  | RP  | AP  | PRP | SP  | PP  |
| -------- | ------------------- | -- | -- | ---- | ---- | ---- | ---- | --- | --- | --- | --- | --- |
| 1992     | L.A. Clippers       | 5  | 1  | 15,4 | 47,6 | 0,0  | 100  | 0,8 | 3,6 | 0,6 | 0,4 | 4,4 |
| 1993     | L.A. Clippers       | 5  | 0  | 20,2 | 32,3 | -    | 50,0 | 0,4 | 4,6 | 0,6 | 0,0 | 4,2 |
| 1996     | N.Y. Knicks         | 1  | 0  | 8,0  | 40,0 | 66,7 | -    | 3,0 | 0,0 | 1,0 | 0,0 | 6,0 |
| 1998     | Portland T. Blazers | 4  | 0  | 6,8  | 28,6 | 25,0 | -    | 1,3 | 1,8 | 0,3 | 0,3 | 1,3 |
| 2000     | Portland T. Blazers | 2  | 0  | 4,0  | 0,0  | -    | 50,0 | 0,0 | 0,5 | 0,0 | 0,0 | 0,5 |
| Carriera | Carriera            | 17 | 1  | 13,0 | 36,4 | 33,3 | 66,7 | 0,8 | 2,9 | 0,5 | 0,2 | 3,2 |

## Palmarès
- McDonald's All-American Game (1984)
- NCAA AP All-America First Team (1988)